# Вопь
Вопь — река в Смоленской области, правый приток Днепра. Длина — 158 км. Площадь бассейна — 3300 км². Средний годовой расход воды в устье около 22 м³/с.
Истоки в болотах Смоленской возвышенности. Впадает в Днепр у деревни Соловьёво Кардымовского района.
Берега в нижнем левобережье (после Ярцева) лесистые, в верхнем и среднем течении — открытые.
На реке расположен город Ярцево.

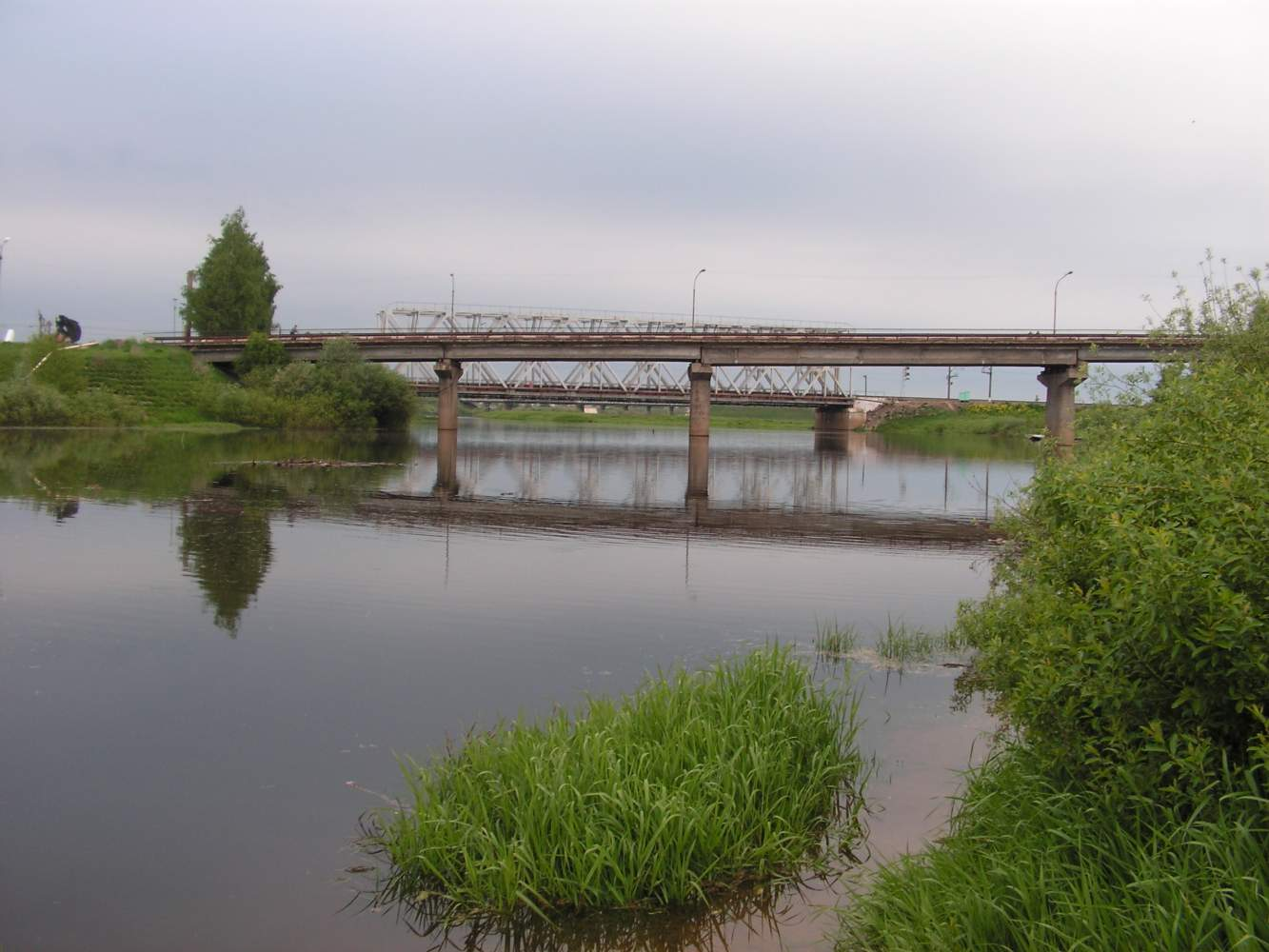
Автомобильный мост через Вопь в Ярцеве
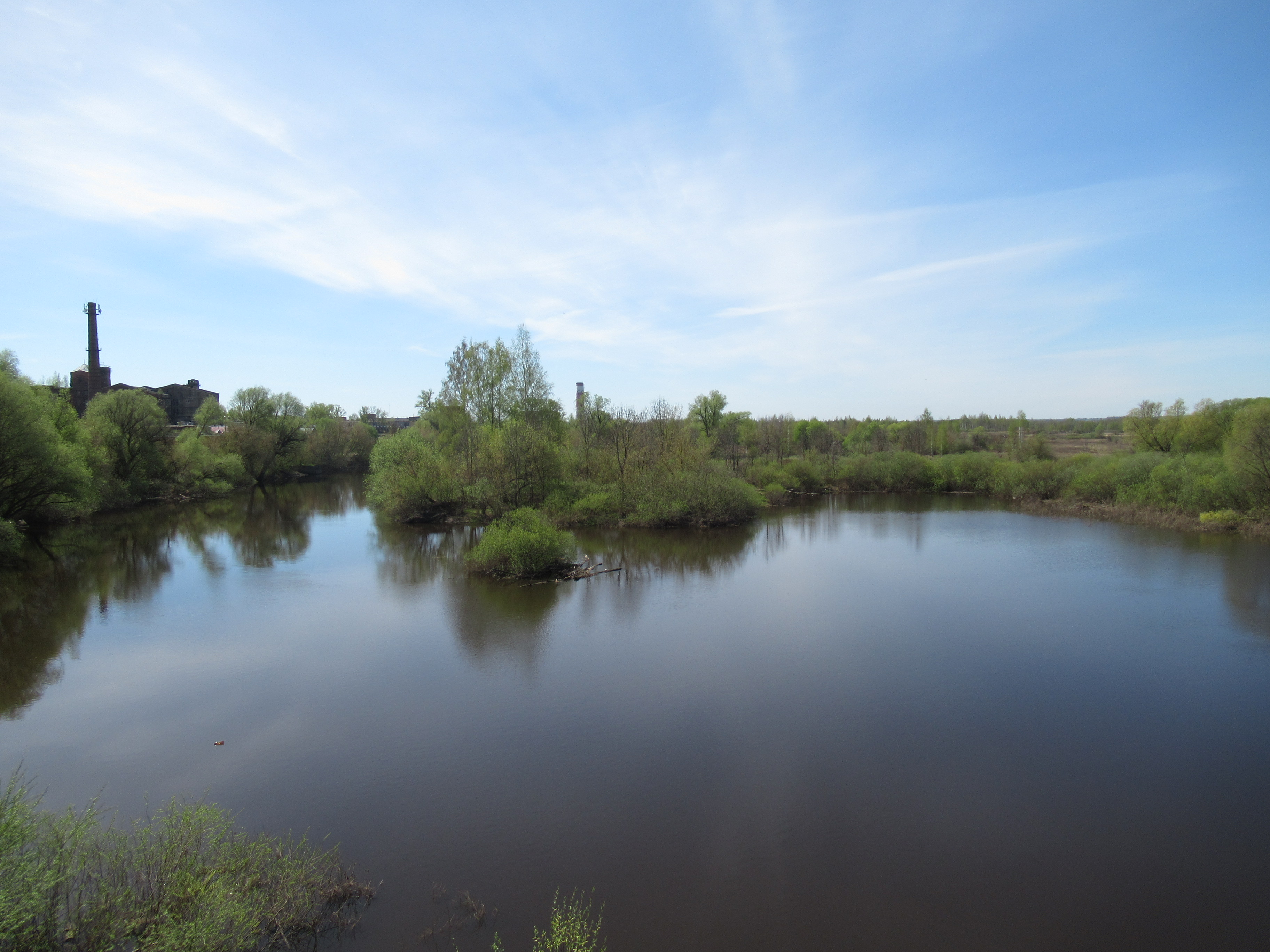
Вид на Вопь с автомобильного моста в Ярцеве
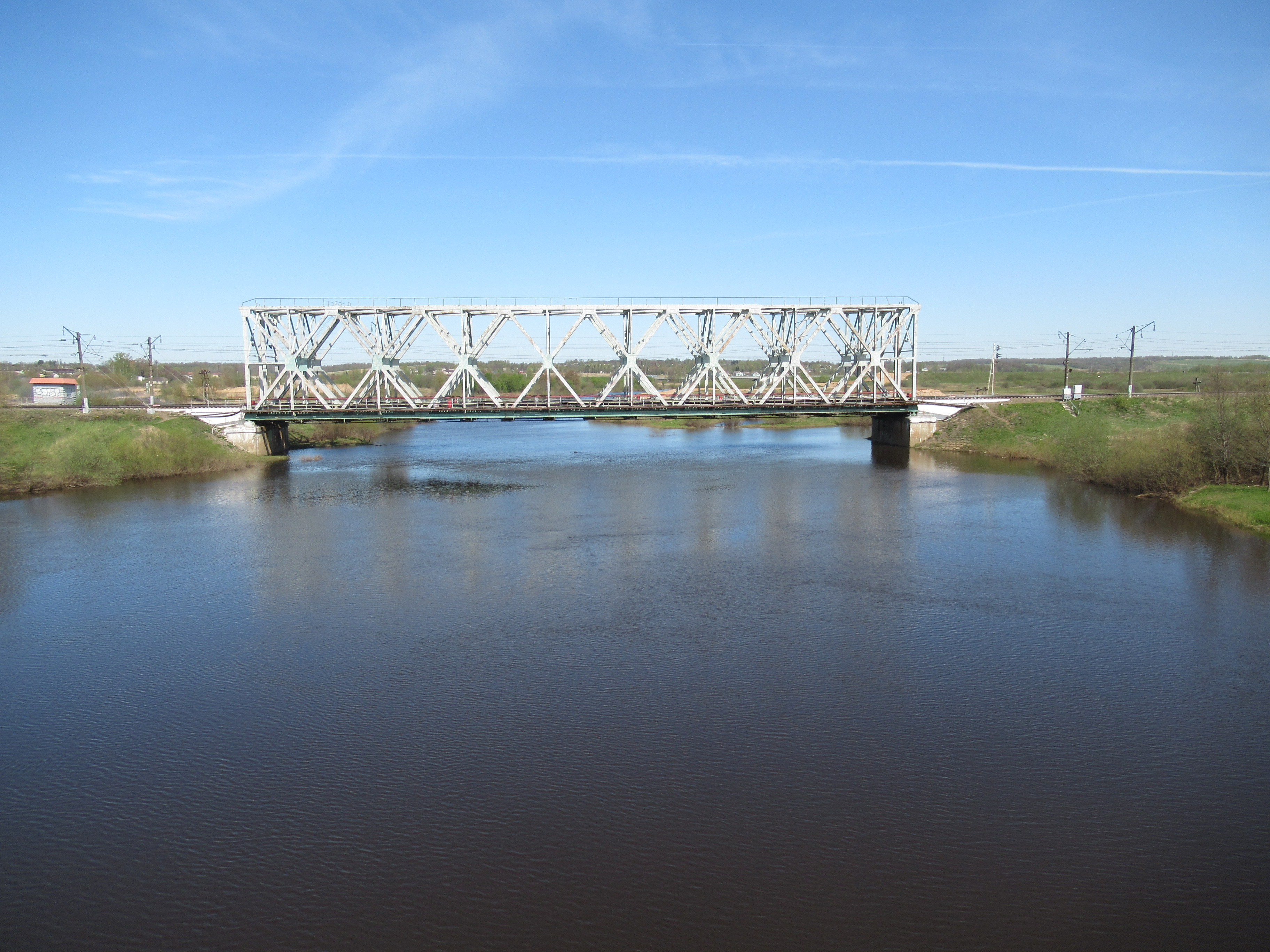
Железнодорожный мост через Вопь

## Притоки
- Пожарна
- Чернея
- Лехвинка
- Света
- Уссоха (Уссота)
- Кокошь
- Усачёвка
- Городна
- Вотря
- Каменка
- Ведоса
- Халымка
- Царевич
- Пальна
- Дубровинка
- Осотня
- Стрелка
- Курочка
- Дубна
- Касицкая
- Лойня
- Тунька
- Труботня